# Взрыв в поезде Кисловодск — Минеральные Воды (сентябрь 2003)
Взрыв в поезде Кисловодск — Минеральные Воды произошёл 3 сентября 2003 года на перегоне Подкумок — Белый Уголь. Дистанционно управляемые взрывные устройства были заложены на железнодорожном полотне на расстоянии 6 метров друг от друга. Взрывы были инициированы устройством, которое было прикреплено террористами к днищу вагона поезда. Суммарная мощность взрывов составила 15 кг в тротиловом эквиваленте. В результате теракта 7 человек погибли, около 80 были ранены.
По данным следствия, заказчиком теракта являлся чеченский террорист Доку Умаров.
В 2004 году по обвинению в совершении теракта был задержан бывший префект Шатойского района Ибрагим Исрапилов, который написал чистосердечное признание в совершении этого теракта и был приговорён к 20 годам заключения в колонии строгого режима. Иногда Исрапилова ошибочно считают исполнителем другого теракта, произошедшего 5 декабря 2003 года, когда тот же самый электропоезд был атакован террористом-смертником.